# 財務諸表等の用語、様式及び作成方法に関する規則
財務諸表等の用語、様式及び作成方法に関する規則（ざいむしょひょうとうのようご、ようしきおよびさくせいほうほうにかんするきそく、昭和38年11月27日大蔵省令第59号）は、金融商品取引法（旧証券取引法）の規定により提出される財務諸表を作成するにあたって、その記載方法を詳細に定めた大蔵省令。現在は内閣府令としての効力を有する。
貸借対照表、損益計算書、株主資本等変動計算書、キャッシュ・フロー計算書などの各種財務諸表における項目の分類、配列方法、区分表示及び注記の内容などが定められている。
金融商品取引法の適用を受ける上場会社が財務諸表を作成する際に従うべき規則として定められているが、上場会社以外でも、金融機関が融資する条件として決算書を作成する場合などは財務諸表等規則に従った作成が求められる場合がある。
最終改正は、平成30年6月8日内閣府令第29号。